# Erythroxylum confusum
Erythroxylum confusum là một loài thực vật có hoa trong họ Erythroxylaceae. Loài này được Britton mô tả khoa học đầu tiên năm 1920.